# 枫林站 (湖南省)
枫林站，位于湖南省娄底市新化县枫林街道，是沪昆铁路上一座已经关闭的铁路车站，由广铁集团管辖，原为五等站。

## 历史
始建于1970年，至1995年站内设正线1条、长1020米的到发线1条。
该站现已关闭，站台、到发线均已拆除。原址保留有线路工区。